# Ruleville
Ruleville é uma cidade localizada no estado americano de Mississippi, no Condado de Sunflower.

## Demografia
Segundo o censo americano de 2000, a sua população era de 3234 habitantes.
Em 2006, foi estimada uma população de 2913, um decréscimo de 321 (-9.9%).

## Geografia
De acordo com o United States Census Bureau tem uma área de
6,6 km², dos quais 6,6 km² cobertos por terra e 0,0 km² cobertos por água. Ruleville localiza-se a aproximadamente 41 m acima do nível do mar.

## Localidades na vizinhança
O diagrama seguinte representa as localidades num raio de 20 km ao redor de Ruleville.